# Stefan David Hummel

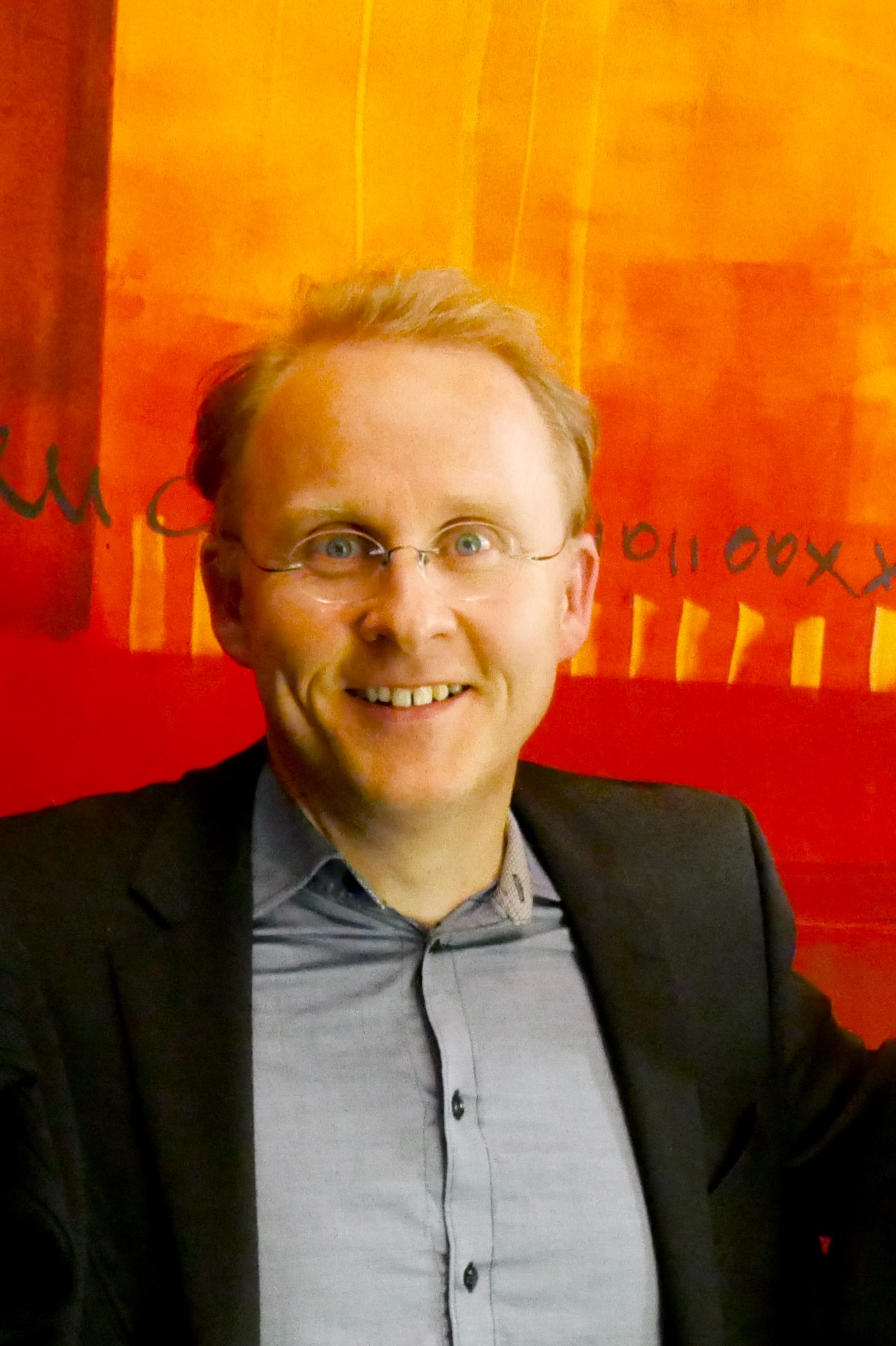
Stefan David Hummel

Stefan David Hummel (* 13. August 1968 in Würzburg, Unterfranken) ist ein in Salzburg lebender Musiker, Dirigent, Komponist und Kulturmanager.

## Leben
Stefan David Hummel ist der fünfte Sohn des Komponisten Bertold Hummel und der Geigerin Inken Hummel geb. Steffen. Er erhielt bereits als Kind umfassende musikalische Ausbildung: Violine, Viola, Klavier, Orgel sowie Kompositionsunterricht bei seinem Vater, bei Claus Kühnl und Zsolt Gárdonyi. Nach dem Abitur im Jahr 1988 am Matthias-Grünewald-Gymnasium Würzburg studierte er Viola bei Peter Langgartner an der Universität Mozarteum Salzburg mit ergänzenden Studien am Conservatoire Luxembourg (Komposition bei Alexander Müllenbach) und in Köln (Kammermusik beim Amadeus-Quartett). Es folgte eine Konzerttätigkeit (u. a. Corona Quartett Salzburg, Mozarteumorchester Salzburg) und Dirigierunterricht bei Karl-Heinz Bloemeke und Constantin Alex. Als Kulturmanager sammelte Hummel ab 1992 Erfahrungen bei Pro Musica Salzburg, beim Österreichischen Ensemble für Neue Musik und dem Festival Aspekte Salzburg. Im Jahr 1995 schloss er mit Diplom in Viola am Mozarteum ab.
Seit 2000 ist er Präsident der IG Komponisten Salzburg. Im Jahr 2001 gründete er die Salzburger Landessektion der Internationalen Gesellschaft für Neue Musik in Österreich und ist seitdem deren Vorsitzender. In den Jahren 2002 und 2005 fungierte er gemeinsam mit Klemens Vereno als künstlerischer Leiter von Musikfest Salzburg. Hummel war von 2008 bis 2015 Vorstandsmitglied der Salzburg Biennale.
Seit 2006 ist Hummel persönlicher Referent des Rektors an der Universität Mozarteum Salzburg. In dieser Funktion nimmt er verschiedene Vorstandfunktionen wahr und organisierte gemeinsam mit der IGNM und der Salzburger Sektion der IG Komponisten eine Reihe zeitgenössischer Konzertprojekte. Seit dem Jahr 2014 ist er Koordinator des Internationalen Mozartwettbewerbs Salzburg.
Als Mitglied des Leitungsteams des Pre-College des Mozarteums entwickelte er dort verschiedene basiskulturelle und generationenübergreifende Musikprojekte in Zusammenarbeit mit deutschen, italienischen und österreichischen Kulturinstitutionen und Schulen. Seit 2016 leitet Hummel das von der Universität Mozarteum organisierte europäische Kulturprojekt Bella Musica – Orchestra Giovanile Europea, das vom Land Salzburg 2019 als „Junge Botschafter der Europäischen Mozartwege“ ausgezeichnet wurde.
Hummel ist mit Gabriele Hummel verheiratet, einer Geigerin und Pädagogin am Musikum Salzburg.

## Werke (Auswahl)
Als Komponist veröffentlichte Hummel eine Reihe von Ensemble-, Solo-, Kammer- und Orchesterwerken, sowie Chansons und Musik für Kinder. Einige seiner Werke sind auf CDs erschienen.

### Ensemblemusik
- Serenade – Duo für Violoncello (1988)
- Übung – Duo für Violoncello (1988)
- Elegie – Duo für Violoncello (1988)
- Fama I, II und III. Duos für Klavier und Violoncello (1991)
- New Zealand - another world – Trio für Bläser (1993)
- Caves Flöte – Duo für Klavier und Viola (1993)
- Fantasia – Quartett für zwei Violine, Viola und Violoncello (1995)
- In one’s heart of heart – Trio für Perkussion, Gitarre und Violine (1996)
- Jenseits des Nennbaren II – für Perkussion, Gitarre und Violine (1998)
- Chanson-Zyklus – Trio für Flöte, Klarinette und Klavier mit Solostimme (1999)
- Das Kaulquappenfest – für Kammerorchester/Ensemble (1999)
- Imagination Mittersill – Quartett für vier Hörner (2000)
- Siemens-Fanfare – Quartett für vier Posaunen (2001)
- Visionen – für Bassklarinette, Violine und Perkussion (2001)
- Behind the Quietness – Kammerorchester/Ensemble für zwei Violinen, Flöte, Klarinette, Viola und Violoncello (2002)
- 11. September 2001 – Quintett für zwei Violinen, Perkussion, Viola und Violoncello (2002)
- Deepness – Kammerorchester/Ensemble (2003)
- Immota Resta – Duo für Marimbaphon und Violine (2004)
- Tanz der Sioux-Indianer – Duo für Klavier und Violine (2004)

### Solomusik
- Aria für Cembalo (1989)
- Klage – Solo für Flöte (1991)
- Strukturen – Solo für Gitarre (1993)
- Meditiation – Solo für Viola mit Tonbandzuspielung (1994)
- Jenseits des Nennbaren I – für Soloinstrument Klavier und Solostimme Sopran (1994)
- Hymnus – Solo für Orgel (1995)
- Bows – Solo für Violine (1998)
- Wiegenlied für Laura – Solo für Viola (1999)
- Ro-Ta-Rua – Solo für Viola und Tonbandzuspielung (2000)
- Grossgmainer Wallfahrtslied – Solo für Orgel und Stimme (2001)
- Sommerlied für Johanna – Solo für Klavier (2001)
- Ich, Falknerin – Solo für Klavier und Mezzosopran (2002)
- Wiegenlied für Lara – Solo für Viola (2004)

Quelle

## Publikationen
- als Hrsg.: Tre anni / Drei Jahre / Three Bella musica. Hollitzer, Wien 2014, ISBN 978-3-99012-172-6.